# Großer Mörchner
Großer Mörchner är en bergstopp i Österrike. Den ligger i distriktet Schwaz och förbundslandet Tyrolen, i den västra delen av landet. Toppen på Großer Mörchner är 3 283 meter över havet, eller 148 meter över den omgivande terrängen.
Den högsta punkten i närheten är Großer Möseler, 3 479 meter över havet, 7,7 km sydväst om Großer Mörchner.
I omgivningarna runt Großer Mörchner förekommer främst kala bergstoppar och isformationer.